# Luanheite
La luanheite è un minerale descritto nel 1984 in base ad un ritrovamento avvenuto nei pressi del fiume Luanhe, nella provincia di Hebei in Cina ed approvato dall'IMA nel 1988. Il minerale ha preso il nome dalla località di ritrovamento. Il minerale è una lega di mercurio ed argento.

## Morfologia
La luanheite è stata trovata sotto forma di aggregati sferici di diametro compreso fra 0,1 e 0,6mm con superficie irregolare ricoperta da un sottile strato ossidato nero. Gli aggregati sferici sono composti da singoli grani di forma tondeggiante o tabulare di circa 10μm.

## Origine e giacitura
La luanheite è stata scoperta nelle sabbie alluvionali aurifere associata con oro nativo, piombo nativo, zinco nativo ed argento nativo ricco di mercurio.